# 斯波忠夫
斯波 忠夫（しば ただお、1908年（明治41年）4月9日 - 1988年（昭和63年）5月25日）は、昭和時代の日本の化学者。

## 経歴・人物
東京府出身。東京帝国大学理学部卒業。1953年（昭和28年）東京工業大学教授、1968年（昭和43年）同大学長となる。翌年の1969年（昭和44年）5月、長期学生ストなどの責任を取り辞任。触媒の研究で1964年（昭和39年）石油学会賞を受賞。ほか、石油学会理事・同会長、学術奨励審議会専門委員、触媒学会会長、有機合成化学協会会長などを歴任した。

## 著作
単著
- 『触媒化学概論』共立出版、1956年。
- 『単位反応工程 : 気体および気・液反応』広川書店、1957年。

共著
- 『触媒化学概論』共立出版、1968年。

## 栄典
勲章等
- 1975年（昭和50年） - 藍綬褒章[2]
- 1981年（昭和56年） - 勲二等瑞宝章[2]